# 인진명
인진명(印振明, 1890년 1월 10일 ~ 1940년 8월 29일)은 대한제국 독립운동가이다. 호(號)는 마탄(馬灘)이다.

## 생애

### 주요 이력
경기도 파주군 광탄면 마장리(京畿道 坡州郡 廣灘面 馬場里) 223번지라는 중농 집안에서 출생하였으며 지난날 한때 경기도 강화군 교동면(京畿道 江華郡 喬桐面)과 평안도 대동군 대동읍(平安道 大同郡 大同邑)에서 잠시 유아기를 보낸 적이 있고 그 후 1910년 3월 이후 경기도 고양군 한지면 신당리(京畿道 高陽郡 漢芝面 新堂里) 39번지 무당재(蕪堂齋)라는 사저에서 주로 거주하였다.
1908년 5월 20일에서 1909년 8월 6일까지 대한제국 하위급 관료(강원도 철원군 어운면 예하 면서기관) 직책을 지낸 후 1909년 8월 6일을 기하여 대한제국 하위급 관료 직책을 사퇴한 인진명은 그 후 1910년 경술국치 사건을 목도하였으며 그 후 먼 훗날 1935년 경성 공덕동(京城 孔德洞)에 있던 용일양조장(龍一釀造場)에서 이금진(李金振), 윤낙삼(尹樂三), 최영진(崔榮鎭), 구승회(具承會) 등과 함께 조선총독부 고관을 폭살하기 위한 계획을 세웠다.
평소 이들은 대한제국 고종(高宗) 이형 군주, 대한제국 순종(純宗) 이척 군주, 안중근(安重根) 선생, 이봉창(李奉昌) 선생, 윤봉길(尹奉吉) 선생을 숭배하여 차라리 그들과 같은 방법으로 항일 독립 운동을 전개하려 하였다. 인진명 등은 일제의 조선 침략과 만주 침략에 대한 토론을 통해 항일 관련 의식을 고취하였다. 이러한 활동 끝에 인진명 등은 우가키 가즈시게(宇垣一成) 조선 총독(朝鮮 總督)과 조선총독부 예하 정무총감 이하 각 고관을 폭살하고 조선총독부 예하 철도국·체신국 등 주요 기관을 폭파하기로 계획하였다. 당시 인진명은 중석 광산의 화약 취급 주임이었다. 따라서 동료들에게 폭탄 제조방법과 함께 화약을 제공하였다. 이들은 1935년 11월과 1935년 12월에 걸쳐 폭발물 4개를 만들었고, 이를 이용하여 조선 총독을 폭살하려고 하였다.
첫 거사는 우가키 가즈시게(宇垣一成) 조선 총독이 일본을 갔다가 경성역에 도착하는 시점으로 잡았다. 그렇지만 그 계획은 주변 상황이 여의치 않아 결국 시도를 하지 못했다. 이후 다시 조선 총독이 충청남도 온양(溫陽) 온천에서 휴양하고 돌아오는 기회를 포착, 경성역 앞 세브란스 병원 근처에서 폭살하려다가 이마저 여의치 않아 차라리 뒤로 미루었다.
결국 인진명과 동료들은 폭탄을 다시 제작하여 효창공원(孝昌公園)에서 시험적으로 폭파까지 해 보았지만 그들의 계획은 인진명을 비롯한 동지들이 붙잡혀 실패하고 말았다. 이로 인해 인진명은 체포되어 징역 2년형을 선고받고 옥고를 치른 후 1938년에 만기출감하였다.

## 사후
대한민국 정부에서는 고인의 공훈을 기리고자 2010년 3월 1일을 기하여 대한민국 건국훈장 애족장을 추서하였다.